# The Return of Hjärtans Fröjd
The Return of Hjärtans Fröjd är en uppföljare på romanen Hjärtans Fröjd av Per Nilsson. Boken utkom i augusti 2007.